# ریچارد مورفی (قایقران روئینگ)
ریچارد مورفی (انگلیسی: Richard Murphy؛ زادهٔ ۱۴ نوامبر ۱۹۳۱) قایقران روئینگ اهل ایالات متحده آمریکا بود.
وی در مسابقات کشوری و بین‌المللی در مجموع برندهٔ ۱ مدال طلا شده‌است.